# Arvingarnas sommar
Arvingarnas sommar - fest på Lassemans altan är ett svenskt tv-program där musikgruppen Arvingarna bjuder in gäster och artister till bandmedlemmen Lars "Lasseman" Larssons altan.
Programmet leds av bandmedlemmarna Casper Janebrink, Kim Carlsson, Tommy Carlsson och Lars Larsson. Kapellmästare är Stefan Brunzell och Sofia Henriksson är kock.
Programserien hade premiär i TV4 den 22 maj 2022.

## Avsnitt
| Program | Sändning     | Gäster                                                 | Domare           |
| ------- | ------------ | ------------------------------------------------------ | ---------------- |
| 1       | 22 maj 2022  | Tusse, Lillasyster, Sussie Eriksson, Anki Albertsson   | Glenn Hysén      |
| 2       | 29 maj 2022  | Lilla Namo, Nanne Grönvall                             | Janne Josefsson  |
| 3       | 12 juni 2022 | Anna Bergendahl, Kalle Moraeus                         | Jan Rippe        |
| 4       | 19 juni 2022 | Lili & Susie, Frida Green                              | Kennet Andersson |
| 5       | 26 juni 2022 | Clara Klingenström, Chris Kläfford, Flamingokvintetten | Marcus Berg      |